# Don Bosco FC
El Don Bosco FC es un equipo de fútbol de Haití que juega en la Liga de fútbol de Haití, la liga de fútbol más importante del país.

## Historia
Fue fundado el 31 de marzo de 1963 en la ciudad de Pétionville y su nombre se debe al cura que proclamó el cristianismo en Haití. Han sido campeones de la Liga de fútbol de Haití en dos ocasiones.
A nivel internacional clasificaron a su primer torneo internacional en el 2015, al entrar al Campeonato de Clubes de la CFU.

## Palmarés
- Liga de fútbol de Haití: 5

1971, 2003-A, 2014-C, 2015-A, 2018-C .
- Segunda División de Haití: 1

2011
- Copa de Haití: 1

1992

## Participación en competiciones de la Concacaf
- Liga de Campeones de la Concacaf: 2 apariciones

1972 - (4.º lugar)
2016-17 - Fase de grupos - 3.º en el Grupo D
- Campeonato de Clubes de la CFU: 2 apariciones

2015 - (4.º lugar)
2021 - en disputa

## Jugadores

### Jugadores destacados
- Jean Philippe Peguero
- Emmanuel Sanon[2]
- Wilfried Louis